# Сила ума
«Си́ла ума́» — четвёртый альбом «Кирпичей», выпущенный в 2002 году на лейбле Gala Records. Альбом представляет собой смесь рэпа, хардкора, рэпкора и нью-метала.
По неподтверждённой информации была записана ещё одна композиция «Banditto», продолжительностью 2 мин 20 с, которая в альбом не вошла.
Участники группы описывают свой стиль как DIY — Do It Yourself, продукт в стиле Lo-Fi core, совершенно нонконформистский.

…Это альбом опять возрождающегося поколения музыкальных революционеров. Он ориентирован на недовольных современной ситуацией людей всех возрастов. <…> Он очень политический. Дуракаваляние наблюдается только в песне «Без ботвы», да и там оно приобрело, скорее, тяжелую шизофреническую окраску, нежели беззаботное веселье песен «Про тёток» и «Про бухло» из альбома «Капиталиzм 00».
Сведением занимался Данила Смирнов. Мастерингом занимался Юрий Богданов. Дизайн альбома — Вася Васин и 4zy.

## Список композиций
Музыка: Кирпичи. Слова: Вася Васин.
1. Sila uma — 4 мин 16 с
2. Джедаи — 3 мин 33 с
3. Новый порядок — 1 мин 44 с
4. Inostr — 4 мин 4 с
5. Кому ты веришь? — 3 мин 57 с
6. Без ботвы — 3 мин 39 с
7. Риальная тема — 4 мин 18 с
8. Вечный символ страха — 2 мин 41 с
9. Вот так я развлекаюсь — 3 мин 40 с
10. Глотай! — 3 мин 6 с
11. Золотой гвоздь программы — 5 мин 8 с
12. Get Down — 3 мин 14 с
13. Школьнички — 3 мин 28 с
14. С другими — 4 мин 0 с
15. Синяя тема — 3 мин 43 с